# Osiris (Hệ thống Portal Serverless)
Osiris Serverless Portal System (thường được viết tắt bằng Osiris sps hoặc Osiris) là một chương trình freeware được sử dụng để tạo các trang web portal phân phối theo phương thức mạng hàng ngang peer-to-peer (P2P) và tự trị với các server tập trung. Chạy trên các hệ điều hành Microsoft Windows và GNU/Linux.
Không giống như các công cụ phổ biến được sử dụng để xuất bản thông tin trên Internet, chẳng hạn như hệ thống quản lý nội dung, diễn đàn Internet hoặc blog dựa trên một hệ thống tập trung, dữ liệu của một cổng thông tin Osiris được chia sẻ (thông qua P2P) giữa tất cả người tham gia. Bởi vì tất cả các nội dung cần thiết để điều hướng được nhân rộng trên tất cả các máy tính, cổng thông tin có thể được sử dụng mà không cần một máy chủ trung tâm. Vì vậy, cổng thông tin này luôn luôn có thể truy cập bởi vì nó miễn dịch với các vụ tấn công từ chối dịch vụ, hạn chế cung cấp dịch vụ Internet (chẳng hạn như định hình lưu lượng truy cập và kiểm duyệt) và lỗi phần cứng. Bằng cách này, một cổng thông tin web có thể hoạt động với chi phí rất thấp và không bị kiểm soát từ bên ngoài.

## Lịch sử
Osiris được khởi động bởi một nhà phát triển tên là "Berserker" như là một phát triển tự nhiên của KeyForum. Osiris được viết bằng  C++ và được thiết kế theo kiểu phân tán, không thể phá hủy và mở rộng theo hướng một trang web/forum đơn giản. "Clodo" tham gia vào project này nhiều tháng sau đó.
Osiris được công bố chính thức vào ngày 2/10/2006 sau 2 năm phát triển. Đội phát triển gồm 2 người lập trình (Clodo & Berserker), 2 người làm thuê (DanielZ and Rei.Andrea) và một nhóm người ủng hộ/beta-tester (nhiều người trong số đó đã tham gia vào team KeyForum).
Bắt đầu từ phiên bản 0.12, Osiris đã trở thành một phần mềm multi-platform(đa nền tảng), điều này cho phép di chuyển từ thư viện Visual Studio sang wxWidgets.

## Những chức năng chính
Osiris có nhiều đặc điểm khiến nó trở thành một sản phẩm có một không hai tại thời điểm hiện tại, nó là kết quả của sự hợp nhất giữa công nghệ peer-to-peer (P2P) và web portal.
- Nó cho phép bất kỳ ai cũng có thể tạo ra một web portal miễn phí, mà không cần phụ thuộc vào bất kỳ người nào khác hoặc cần phải có kiến thức về công nghệ đặc biệt gì cả.
- Cho phép một người có thể tạo nội dung nặc danh, và cho phép phân phối tự do trên mạng.
- Osiris cũng có một search engine full-text cho phép tìm kiếm thông tin trong toàn bộ portal.
- Sử dụng ít tài nguyên: với việc tăng số người dùng trong một portal sẽ giảm bớt lượng workload trên một nốt, vì workload này được phân phối lại cho tất cả các nốt mạng khác.
- Sử dụng hạ tầng P2P (dựa trên Kademlia) để phân phối các portal, một lĩnh vực có rất ít lựa chọn nào khác và có thể dễ sử dụng hơn.
- Việc quản trị dựa trên hệ thống reputation, là một cách thức mới để quản lý người dùng trong một hệ thống phân phối không cần dùng các server trung tâm.

## Các khái niệm cơ bản
Osiris khác với các chương trình P2P cổ điển khác là nó tập trung vào tính bảo mật và quản lý phân phối dữ liệu.

### Bảo mật
- Hệ thống này là nặc danh. Không thể lần ra quan hệ giữa một người dùng và địa chỉ IP của họ, do đó không thể lần theo dấu vết của người tạo ra một nội dung nào đó.
- Thậm chí với việc truy cập vật lý tới một cài đặt Osiris cũng không thể lần ra người dùng thực sự nếu không có mật khẩu của anh ta.
- Khóa số 2048-bit đảm bảo độ tin cậy của nội dung (chữ ký số nhằm nhăn chặn giả mạo) và bảo mật cho các tin nhắn riêng tư (mã hóa giữa người gửi và người nhận).
- Để ngăn cán các ISP không được chặn lại các gói lưu lượng, các kết nối và trao đổi dữ liệu tới một portal (gọi là sự sắp hàng), Osiris sử dụng các cổng ngẫu nhiên được ngụy trang trong suốt thời gian bắt tay và mã hóa point-to-point bằng 256-bit AES.
- Phân phối P2P cho phép nội dung được hiển thị trong các bản copy phức tạp để đảm bảo sự tồn tại trong trường hợp xảy ra lỗi phần cứng hoặc các nốt off-line.
- Vì các portal được lưu lại cục bộ, một người có thể đọc các nội dung này thậm chí khi anh ta đã off-line.

### Hệ thống đánh giá
Hệ thống đánh giá và việc tạo nhiều điểm-nhìn của một portal là điểm cải tiến lớn nhất của chương trình này. Không giống với các hệ thống "truyền thống" nơi các công việc tính toán (thống kê, index nội dung...) luôn được thực hiện bởi một server trung tâm, Osiris sử dụng cách tiếp cận theo kiểu phân tán, trong đó các công việc chủ yếu được thực hiện bởi người dùng của portal, theo đó sẽ có nhiều điểm nhìn khác nhau của một portal, tùy thuộc vào tài khoản nào được sử dụng.
Mỗi người dùng được tự do đưa ra các đánh giá (tích cực hoặc tiêu cực) cho các người dùng khác tùy theo sự đóng góp cho portal, dựa trên những đánh giá (reputation) này, hệ thống sẽ xử lý các trang bằng cách gỡ bỏ những nội dung của những người dùng được/bị đánh giá là tiêu cực (như những kẻ tung thư rác) và đưa vào những đánh giá của những người dùng được xem là tích cực. Điều này cho phép tạo ra một mạng lưới đánh giá, cho phép quản lý nội dung trên một portal. Lưu ý rằng mỗi một client xử lý dữ liệu một cách độc lập trên máy tính của họ trong một chu trình được gọi là sự ổn định hóa của portal

### Các cổng thông tin kiểu Monarchist(quân chủ) và anarchist(vô chính phủ)
Khi một người dùng tạo ra một portal Osiris, người đó phải chọn lựa giữa 2 hệ thống điều độ, cụ thể là "anarchist" (vô chính phủ) và "monarchy" (quân chủ) và lựa chọn đó không thể sửa đổi sau khi portal đã được tạo. Trong một portal anarchist, mọi người dùng có thể đánh giá những người dùng khác và do đó tác động tới reputation của tất cả người dùng của portal. Theo đó, một portal có thể được quản lý mà không cần phải sử dụng một portal tập trung. Đánh giá đầu tiên luôn luôn là tích cực và được thiết lập cho người quản trị, người đã xuất bản invitation link (chữ ký số) cho portal đó. Trong một portal monarchist, những người dùng duy nhất có thể tạo ra các đánh giá là administrator và các moderator của portal đó, những người mà anh ta xem là tích cực. Do đó, chỉ có họ mới có thể xóa hoặc đăng các nội dung trên portal.

### Isis Gateway
Isis là một web gateway cho các portal Osiris, được viết bằngPHP 5, cho phép truy cập một portal trên trình duyệt mà không cần cài đặt Osiris
Điều đặc biệt của Isis là việc quản lý workload và dữ liệu, theo đó không nằm trên public server đang chạy Isis, mà là được quản lý bời nhiều nốt đang chạy Osiris. Isis chỉ forward các yêu cầu web từ khách tới các nốt cho phép nó, giảm thiểu việc sử dụng tài nguyên từ server thông qua việc cân bằng tải (load-balancing) các yêu cầu.
Do không thể đảm bảo tình trạng nặc danh bằng kỹ thuật trên kiến trúc này, toàn bộ truy xuất bởi Isis là read-only. Điều này có 2 mục đích đó là đảm bảo sự riêng tư cho người dùng và khuyến khích việc sử dụng Osiris để tham gia tích cực trên portal.

## Các kế hoạch tương lai
- Version 0.15 chạy trên hệ điều hành Linux và Windows và một phiên bản beta chạy trên OS X.[2]
- Các nhà phát triển Osiris đang xem xét một hệ thống quản lý dữ liệu on-disk (trên ổ cứng) được gọi là "survival engine"(công cụ sống sót). Hệ thống này sẽ tự động xóa các nội dung để giữ cho database tinh gọn và nâng tốc độ/sự ổn định cho portal.
- Việc tối ưu hóa tập trung vào việc sắp xếp và ổn định hệ thống để khiến nó nhanh hơn và giảm bớt sự tập trung tài nguyên.
- Vào ngày 18/3/2010, các nhà phát triển Osiris SPS tuyên bố rằng họ đang kế hoạch di chuyển Osiris SPS sang GPL licensed open source software project trong những tháng tới. Tuy nhiên vào ngày 15/9/2013, mã nguồn đã không được đưa ra và các phiên bản 1.x cũng không được phát hành.